# Opcja azjatycka
Opcja azjatycka (ang. Asian options, Average price options, Average rate options) – rodzaj opcji egzotycznej, dla której wypłata zależy od średniej ceny instrumentu bazowego w okresie jej ważności. Średnia ta może być liczona jako średnia arytmetyczna lub geometryczna, w ustalonym okresie w ciągu życia opcji.
Wypłata opcji azjatyckiej wynosi odpowiednio:
- dla opcji kupna {\displaystyle (A_{s}(T_{0},T_{1})-K)^{+},}
- dla opcji sprzedaży {\displaystyle (K-A_{s}(T_{0},T_{1}))^{+},}

gdzie:
{\displaystyle A_{s}(T_{0},T_{1})} – średnia cena instrumentu bazowego w okresie od {\displaystyle T_{0}} do {\displaystyle T_{1},}
{\displaystyle K} – cena wykonania opcji.
Takie opcje są mało wrażliwe na chwilowe wahania ceny instrumentu bazowego, więc zabezpieczają przed działaniami niekiedy podejmowanymi przez spekulantów tuż przed wygaśnięciem opcji o europejskim stylu wykonania.